# Пабло Агилар
Пабло Агилар (шп. Pablo Aguilar Bermúdez; Гранада, 9. фебруар 1989) је шпански кошаркаш. Игра на позицији крилног центра, а тренутно наступа за Канаријас.

## Успеси

### Клупски
- Реал Мадрид:
  - УЛЕБ куп (1): 2006/07.
  - Првенство Шпаније (1): 2006/07.
- Валенсија:
  - УЛЕБ Еврокуп (1): 2013/14.
- Гран Канарија:
  - Суперкуп Шпаније (1): 2016.

### Репрезентативни
- Европско првенство:  2013.
- Европско првенство до 18 година:  2006.
- Европско првенство до 20 година:  2008,  2009.
- Европско првенство:  2015.